# Klabin
Klabin S/A é uma empresa brasileira, maior produtora e exportadora de papéis do país, com foco na produção de celulose, papéis e cartões para embalagens, embalagens de papelão ondulado e sacos industriais, além de comercializar madeira em toras. É controlada pela Klabin Irmãos & Cia e NIBLAK Participações S/A, que possuem conjuntamente 52,23% do capital votante. É organizada em quatro unidades de negócios (Florestal, Celulose, Papéis e Conversão) certificados pelo Forest Stewardship Council (FSC).
Conta com 24 unidades industriais, sendo 23 no Brasil, distribuídas por dez estados, e uma na Argentina. Possui florestas em três estados: Paraná, Santa Catarina e São Paulo. Conta com 400,4 mil hectares de florestas no Paraná, 136,3 mil hectares em Santa Catarina, e 8,7 mil hectares em São Paulo, sendo 253,4 mil hectares apenas de reflorestamentos e 236,7 de áreas nativas preservadas ou destinas para a conservação. Mantém também 14 escritórios distribuídos em várias regiões do Brasil.

## História

### Início e origens
A história da Klabin inicia-se com a chegada de duas famílias de imigrantes lituanos ao Brasil; os Klabin e os Lafer. Maurício Freeman Klabin desembarcou no país em 1889 e fundou, em 1890, a empresa M.F.Klabin & Irmão, uma tipografia. Os Lafer chegam ao pais em 1894 e a relação entre estas duas famílias, além de serem lituanos de nascimento, seria o fato de uma das irmãs de Maurício ser esposa de um dos Lafer. Assim, enraizados pelo país natal e familiarmente, em 1899, irmãos e primos da Lafer-Klabin, fundaram na cidade de São Paulo, a Kablin Irmãos & Cia. (KIC), uma loja, oficina de fabricação e importadora de artigos de escritórios e tipografia.
Em 1902, a KIC arrenda a Fábrica de Papel Paulista, em Itu, com o fim do contrato em 1907. Em 1909, a KIC constitui sua primeira fábrica, a Companhia Fabricadora de Papel, que começa a operar somente em 1914 e já na década de 1920, torna-se uma das maiores fabricantes do setor em solo brasileiro. Em 1920 abre-se o escritório da Klabin Irmãos e Cia. no Rio de Janeiro, então capital do Brasil.

### Década de 1930 e 1940

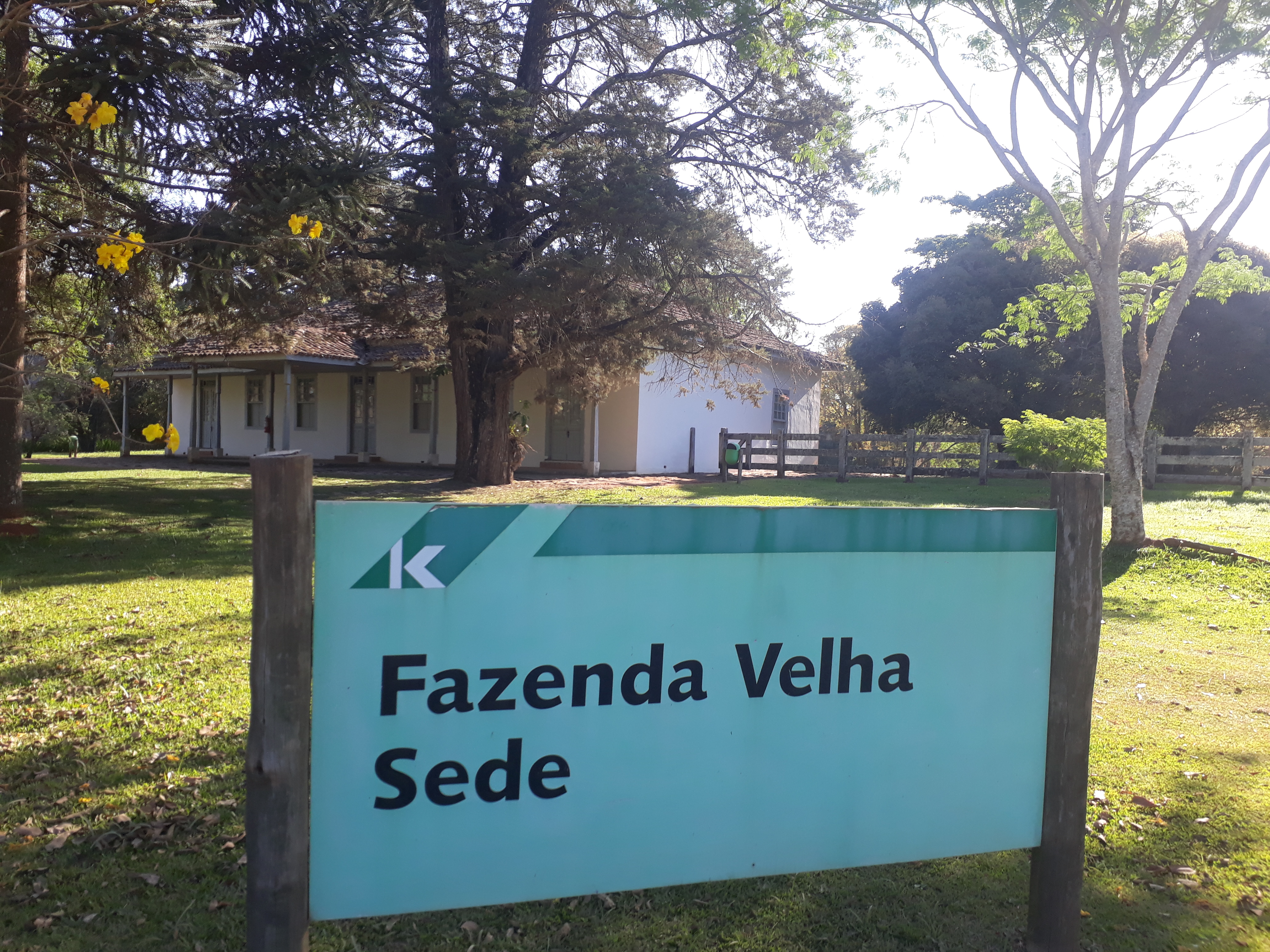
Placa da sede da Fazenda Velha, antiga sede da Fazenda Monte Alegre, em Telêmaco Borba.

Nos anos de 1930, o grupo passa a ser administrado pelos primos Wolff Kadischewitz Klabin (1880-1957), Horácio Lafer e Samuel Klabin (segunda geração de gestores das famílias) e é a partir deste período que ocorre a ascensão do grupo Klabin, com a expansão no setor papeleiro e a diversificação dos negócios, como o arrendamento da Manufatura Nacional de Porcelanas S/A, em 1931.
Em 1934, foi fundado a Klabin do Paraná (Indústrias Klabin do Paraná de Celulose) e iniciada a instalação de uma fábrica na Fazenda Monte Alegre (localizada em Tibagi, nesta época), que era de propriedade de uma empresa francesa falida e esta repassou seus ativos para o Banco do Estado do Paraná, com a intenção de saldar suas dívidas. Com a ajuda do interventor do estado, Manuel Ribas (que era amigo de Wolf Klabin), o Grupo Klabin recebeu todo o apoio necessário para a construção da fábrica, com a intenção de produzir papel jornal (anos depois, produzirá também, papel kraft). Getúlio Vargas visitou as obras de construção da fábrica em 1943 e em 1946 a fábrica iniciou suas atividades.

### Década de 1950 e 1960

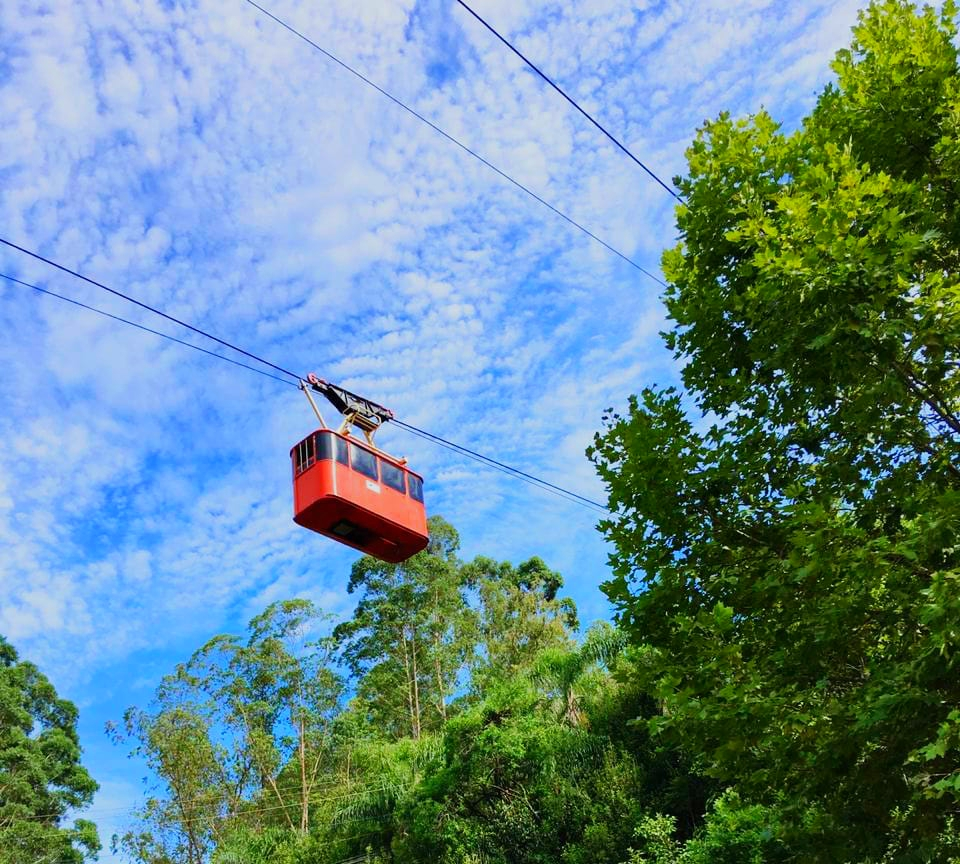
Vista do Bonde Aéreo de Telêmaco Borba, inaugurado na década de 1950, no Paraná.

O Grupo passou a investir na produção de raiom com a aquisição de parte da Rilsan Brasileira S/A, em 1951, e em novos setores industriais, como na aquisição da Companhia Universal de Fósforos, em 1955, em São Paulo. Em 1953 foi inaugurado, com a presença do próprio presidente Getúlio vargas, a Usina Hidrelétrica Presidente Vargas, no Paraná, construído e administrado pela Klabin. No setor de transporte, inaugurou em 1959 o Bonde Aéreo.
Em 1961 a Unidade Vila Anastácio, na época, passou a ter a capacidade de produção de papel ondulado considerada a maior da América Latina. Em 1963 foi inaugurada a máquina de papel nº 6 (Projeto de Expansão III) da Unidade Monte Alegre, na ocasião, o presidente João Goulart, junto com demais autoridades, visitou a fábrica.
Em 1969 foi dado início as atividades da fábrica de papel kraft e celulose de fibra longa Papel e Celulose Catarinense (PCC), em Lages (SC). A unidade foi pioneira no país em branqueamento de celulose por dióxido de cloro.

### Década de 1970

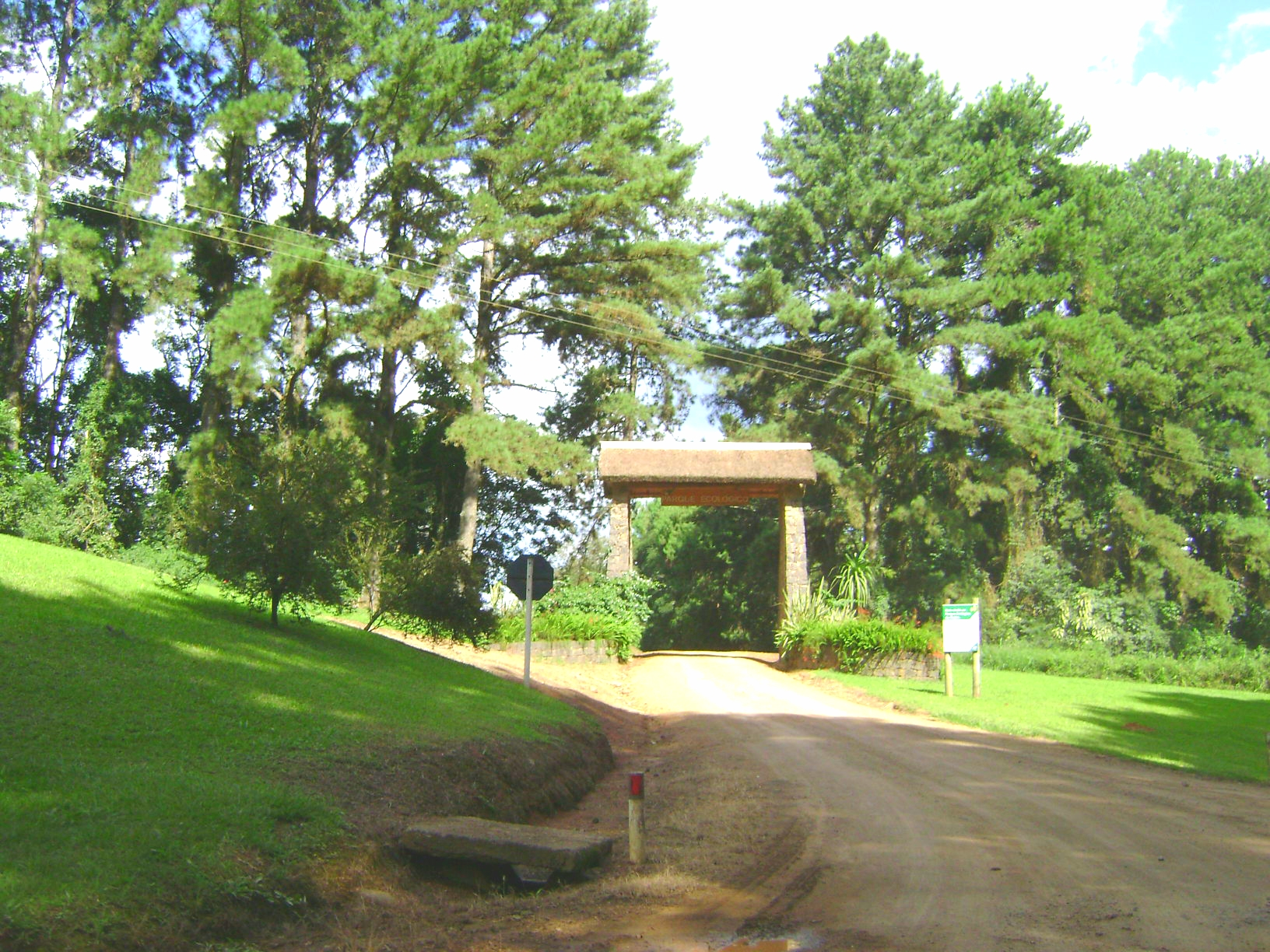
Entrada do Parque Ecológico Samuel Klabin, em Telêmaco Borba.

Em 1973 foi dado início a produção da Papelão Ondulado do Nordeste (Ponsa), em Goiana (PE), pioneira na fabricação de celulose a partir do bagaço de cana. Em Lages foi dado início a Celucat Artes Gráficas, para produção de sacos e envelopes.
Em 1979 foi criado o Parque Ecológico Samuel Klabin, localizado na Fazenda Monte Alegre, com uma área de aproximadamente 11 mil hectares, sendo que 71% são formados de florestas naturais.
Ainda em 1979, a empresa passou a adotar a profissionalização administrativa em suas empresas e logo após, cada família criou uma holding, que individualmente, determinava um integrante para representá-los no conselho geral. Foi estabelecido então o Conselho de Administração e a abertura de capital na Bolsa de Valores de São Paulo. Nos anos seguintes o Grupo adaptou-se e modernizou-se em relação a gestão administrativa, em face a expansão do seu poderio industrial, com a multiplicação de empresas em solo nacional e os diversos investimentos internacionais.

### Década de 1980
Em 14 de fevereiro de 1980 foi celebrado oficialmente a conclusão do Projeto IV, do programa de modernização e expansão da produção de papel das Indústrias Klabin do Paraná. Participaram da ocasião o presidente João Figueiredo, o governador do Paraná Ney Braga, na companhia de demais autoridades federais, estaduais e municipais, em Telêmaco Borba.
Em 1984 foi criado o Programa de Fitoterapia da Klabin, com o objetivo de produzir produtos fitoterápicos, utilizando-se de espécies botânicas nativas. O Programa foi o primeiro no mundo relacionado ao manejo de produtos florestais não madeireiros certificado pelo Forest Stewardship Council (FSC) em 1999. O acervo de flora local da empresa já contabilizou 2.249 exemplares de espécies confirmadas taxonomicamente, das quais 1.078 foram coletados somente na Fazenda Monte Alegre, de 150 famílias botânicas diferentes. No acervo, as espécies correspondem em 628 arbóreas, 939 arbustivas, 682 herbáceas e as demais em revisão. A origem das exsicatas provém de várias regiões da Fazenda Monte Alegre, de Telêmaco Borba (76%) e outros municípios do Paraná, e, em menor escala, de outros estados do Brasil. Em relação as exsicatas coletadas em Telêmaco Borba, 93% são da Fazenda Monte Alegre e 7% de outros locais do município.
Em 1989 no Parque ecológico foi criado o Criadouro Científico, dedicado à conservação e ao estudo de comportamentos das espécies de fauna. Também o Centro de Interpretação da Natureza Frans Krajcberg, espaço destinado ao desenvolvimento de atividades dos projetos de educação ambiental, apresenta um acervo museológico, com peças zoológicas e botânicas para transmitir conhecimentos da biodiversidade da região.

### Década de 1990
Em outubro de 1995, a então denominada IKPC - Indústrias Klabin de Papel e Celulose S.A. adquiriu participação da Votorantim na KIV Participações S.A. (sociedade constituída pelas empresas Klabin S.A., Parisa Participações S.A. (Grupo Iochpe) e S.A. Indústrias Votorantim).
Em 1997 em joint venture com a Kimberly-Clark, é criada a KCK Tissue S.A. , para a produção de papéis sanitários na Argentina. Nesse ano, acontece também a separação das Unidades de Negócio Embalagens e Descartáveis. Já em maio de 1998, a Klabin e a Kimberly Clark formaram uma joint venture denominada Klabin Tissue S.A., com participações iguais, atuando no mercado de papéis sanitários do Brasil. A Klabin liderava o mercado brasileiro com marcas tradicionais de papel higiênico, bem como de toalhas de cozinha, guardanapos e lenços de papel. A empresa se tornou a Klabin Kimberly S.A..
Em 1998 é criado pela Portaria 182 do Instituto Ambiental do Paraná (IAP) a RPPN Estadual Fazenda Monte Alegre, área de 3.852 hectares. Ainda em 1998 as florestas da Klabin são certificadas pelo FSC, sendo a primeira empresa das Américas do setor de celulose e papel a receber a certificação. Já na Unidade de Piracicaba é inaugurada a máquina de reciclagem da TetraPak.

### Década de 2000

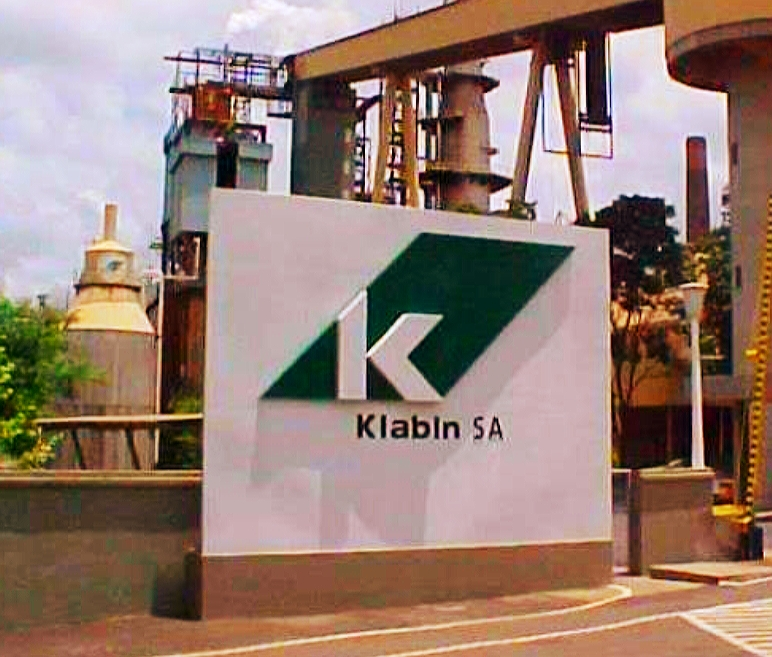
Entrada da Klabin Monte Alegre, em Telêmaco Borba.

Em 2000, passou a deter, 99% das ações de Klabin Riocell S.A. (atualmente Klabin S.A.). Em julho de 2000 adquiriu a fabricante brasileira de papéis e caixas de papelão Igaras (Igaras Papéis e Embalagens) por 918 milhões de reais, com três unidades: Otacílio Costa (SC), Ponte Nova (MG) e Angatuba (SP). Na época da aquisição a Klabin aumentou a sua participação no mercado de caixas papelão do brasileiro de 18% para 30%. Em 2001 com a reestruturação aplicada na companhia, passa a adotar a marca Klabin S.A..
Em 17 de outubro de 2002 foi criado o Herbário Klabin, com o objetivo de pesquisar e analisar espécies botânicas nas áreas florestais da empresa, bem como identificando, classificando e estudando as características morfoanatômicas das espécies.
Em 2003 o grupo decide encerrar a produção de papel imprensa e no ano de 2008, é inaugurado o Projeto de Expansão MA - 1100, na Unidade Monte Alegre (PR). A unidade passa a se posicionar entre as dez maiores fábricas de papel do mundo e a Klabin entre os seis maiores fabricantes globais de cartões de fibras virgens.

### Década de 2010
Em 2011 a Arauco Forest Brasil, subsidiária da Celulosa Arauco y Constitución, anunciou junto com a Klabin a compra de uma área de 107 mil hectares de terras no Paraná, sendo 63 mil hectares de florestas comerciais (reflorestamentos). A compra foi estimada em 473,5 milhões de dólares, onde adquiriram 100% do capital total da empresa Florestal Vale do Corisco Ltda. com sede em Jaguariaíva. A intermediação foi realizada pela Centaurus Holdings S.A., compreendendo uma participação de 51% da Klabin e 49% da Arauco. Também em 2011 o grupo Klabin fez a aquisição de terras para construção de uma nova unidade de celulose no Paraná. A Klabin entrou em uma nova fase de expansão e investimentos, sendo então anunciado a compra de terras na localidade Campina dos Pupos, em Ortigueira, município vizinho de Telêmaco Borba. Em 2014 é dado início a construção da nova unidade industrial. Em 2014 foi criada a RPPN Estadual Complexo Serra da Farofa, em Santa Catarina, sendo a maior RPPN da Klabin. Com 4.987,16 hectares de área remanescente da Mata Atlântica, abrange os municípios de Bocaina do Sul, Painel, Rio Rufino, Urubici e Urupema. O local é abrigo de pelo menos 600 espécies da flora e 75 da fauna, com floresta de araucárias, campos de altitude e abrigando as nascentes dos rios Caveiras e Canoas. Ainda em 2014, a Klabin integra, pela primeira vez, o Índice de Sustentabilidade Empresarial (ISE), da B3. Também é signatária do Pacto Global da ONU e do Pacto Nacional para Erradicação do Trabalho Escravo, buscando fornecedores e parceiros de negócio que sigam os mesmos valores de ética, transparência e respeito aos princípios de sustentabilidade.
Em março de 2016, com o início das operações de sua nova fábrica, a Unidade Ortigueira, no Paraná, passou a fornecer simultaneamente ao mercado celulose de fibra curta (eucalipto), celulose de fibra longa (pínus) e celulose fluff (matéria-prima usada na fabricação de fraldas e absorventes que era apenas importada no país) a partir de uma única unidade industrial com um investimento de 8,5 bilhões de reais. A inauguração do complexo industrial contou com várias autoridades e foi a primeira visita oficial do presidente Michel Temer. O nome oficialmente dado pela empresa à unidade em Ortigueira-PR é Unidade Puma.
Em outubro de 2016 o grupo anunciou a compra da Embalplan Indústria e Comércio de Embalagens, localizada no município de Rio Negro, no Paraná, além da compra da Hevi Embalagens, localizada em Manaus, no Amazonas. Sendo assim, com as referentes aquisições, a companhia elevou em 10%, ou em 70 mil toneladas anuais, a capacidade de produção de caixas de papelão ondulado.
Em junho de 2017 foi inaugurado o Centro de Tecnologia da Klabin, em Telêmaco Borba, com objetivo de criar novas tecnologias de alta complexidade e aplicações sustentáveis, que completa a integração das frentes de pesquisa e desenvolvimento das áreas de negócio da companhia. Os laboratórios produzem produtos de base florestal e realizam simulações das linhas de produção das fábricas, indo ao encontro do plano de investimento em pesquisa, desenvolvimento e inovação do grupo. Em 2018 foi anunciado a aquisição de 12,5% da startup israelense Melodea Bio Based Solutions, visando a tecnologia de extração de celulose nanocristalina (CNC). Em maio de 2019 o grupo iniciou a expansão da Unidade Puma, em Ortigueira, com o projeto Puma II. No total, estima-se que o investimento será de 9,1 bilhões de reais na ampliação da fábrica com duas novas máquinas. Gerando entre 11 a 12 mil empregos durante o período de construção.

### Década de 2020
Em março de 2020, a Klabin expandiu o seu setor de embalagens, comprando da concorrente International Paper sua divisão de embalagens no Brasil, representando um aumento de 310 mil toneladas/ano. Foram adquiridas as unidades localizadas em Suzano, Franco Rocha e Paulínia (São Paulo); Manaus (Amazonas) e Rio Verde (Goiás). Já a unidade de Nova Campina (SP), que estava inclusa na negociação, foi vendida para o Grupo Klingele Paper & Packaging.
Também em 2020 a Klabin incorporou a Sogemar e encerrou a disputa que envolvia o pagamento de royalties para a família Lafer-Klabin pelo uso da marca "Klabin". Ainda em 2020 a receita líquida da companhia atingiu 11,9 bilhões de reais e o Ebitda aumentou 14%, para 4,9 bilhões de reais.
</ref>
Em fevereiro de 2021 o Banco Nacional de Desenvolvimento Econômico e Social (BNDES) vendeu em bolsa 21 milhões de units da Klabin, cerca de 25% da fatia que detinha no capital da companhia. O BNDES levantou 598,1 milhões de reais e ainda se manteve no capital da Klabin, com participação de 5,4%. Em maio de 2021 a Klabin anunciou um investimento adicional de 2,6 bilhões de reais no projeto Puma II, na Unidade Puma. O investimento total neste projeto resultou em 12,9 bilhões de reais. Em agosto de 2021 a Klabin iniciou a operação de uma das máquinas (MP27) do projeto de expansão da Unidade Puma. A nova linha produz celulose não branqueada integrada a máquina de papel kraftliner e kraftliner branco com capacidade de 450 mil toneladas/ano. O produto foi batizado com a marca Eukaliner, considerado o primeiro papel kraftliner do mundo produzido a partir de 100% de fibras de eucalipto. Já a máquina MP28 deverá entrar em operação em 2023. Essa outra linha tem foco a produção de papel-cartão, com capacidade produtiva de 460 mil toneladas/ano. As novas operações consolidam a Klabin como uma grande produtora de embalagens para alimentos líquidos e alimentos industrializados, embalagens de produtos de higiene e limpeza, e embalagens multipack de latas e garrafas, além de embalagens para o segmento de food service, como copos e bandejas.

## Reconhecimento
A Klabin nos últimos anos tornou-se uma das maiores empresas do Paraná, sendo a 3ª maior do estado, consolidando-se assim como uma das maiores da região Sul do Brasil, estando entre as dez maiores empresas. Sendo assim aparece no ranking como um dos maiores grupos empresarias do país. Em relação ao ano de 2015, a empresa teve um faturamento de 5,6 bilhões de reais. Em 2019 teve seu índice de Valor Ponderado de Grandeza (VPG) calculado em 7,430 bilhões de reais.
As atividades desenvolvidas pela companhia em Telêmaco Borba, colocou o município como o maior produtor de madeira do Paraná e o terceiro maior produtor do Brasil, com 165,3 mil hectares dedicados à atividade. Em 2018 o município foi o maior gerador de riquezas da silvicultura no Brasil, apresentando o maior valor de produção do país, com 326,9 milhões de reais. Já o município de Ortigueira, com maior parte das áreas florestais com propriedade da Klabin, possuía em 2018 uma área de 93,8 mil hectares dedicados a produção de madeira, tornando-se o sétimo maior município produtor de madeira do Brasil.